# Joan Vandellós i Jardí
Joan Vandellós i Jardí fou alcalde de Sant Boi de Llobregat per ERC. Fou fundador d'Esquerra Republicana de Catalunya a Sant Boi. Membre de l'Ateneu Enciclopèdic, fou elegit regidor el 1934 per la coalició d'ERC i Acció Catalana Republicana i després dels fets del sis d'octubre del 1934, s'exilià a França. Arran de la victòria del Front Popular, el febrer del 1936, tornà a Sant Boi, i el juny del mateix any fou nomenat alcalde. Durant la guerra tingué una actuació destacada, junt amb els seus companys, en defensa de molts santboians i santboianes. Les diferents mobilitzacions i lleves durant la guerra, va fer que cada cop més s'ampliés la franja d'edat dels 1500 santboians que va ser cridats al front. La incorporació de l'alcalde Joan Vandellós a files provocà que l'abril del 1938 deixés el seu càrrec, el qual fou ocupat per en Gaietà Mestres fins al final de la guerra. El 1939 marxà cap a l'exili, del qual no tornà fins a l'any 1973.